# The Hunger for More
The Hunger for More is het debuutalbum van Amerikaanse rapper Lloyd Banks. Nadat 50 Cent vanwege het immense succes van zijn debuutalbum Get Rich or Die Tryin' met zijn eigen label, G-Unit Records werd beloond, werd het eerste G-Unit album Beg for Mercy uitgebracht. Een van de singles, 'Smile' was al een promotie voor het volgende G-Unit Records album, namelijk dit album van Lloyd Banks. De plaat werd een groot succes en ging meer dan 2 miljoen keer over de toonbank in de VS, en meer dan 4 miljoen wereldwijd. De singles waren 'On Fire', 'I'm So Fly' en 'Karma' en werden bescheiden hits in de VS.

## Tracklist
| #  | Nummer                           | Producer(s)                | Gast(en)                    | Lengte |
| -- | -------------------------------- | -------------------------- | --------------------------- | ------ |
| 1  | "Ain't No Click"                 | Havoc                      | Tony Yayo                   | 4:25   |
| 2  | "Playboy"                        | Ron Browz                  | DJ Whoo Kid                 | 4:32   |
| 3  | "Warrior"                        | Thaydor Ausar              |                             | 2:47   |
| 4  | "On Fire"                        | K1 Mill & Eminem           |                             | 3:07   |
| 5  | "I Get High"                     | Hi-Tek                     | 50 Cent & Snoop Dogg        | 4:09   |
| 6  | "I'm So Fly"                     | Timbaland                  |                             | 4:00   |
| 7  | "Work Magic"                     | Scram Jones                | Young Buck                  | 4:27   |
| 8  | "If You So Gangsta"              | Chad Beat & Sha Money XL   |                             | 3:31   |
| 9  | "Warrior Pt. II"                 | Eminem                     | Eminem, 50 Cent & Nate Dogg | 3:38   |
| 10 | "Karma"                          | Greg "Ginx" Doby           | Avant                       | 4:38   |
| 11 | "When The Chips Are Down"        | Black Jeruz & Sha Money XL | The Game                    | 3:39   |
| 12 | "Till The End"                   | Eminem                     | Nate Dogg                   | 5:09   |
| 13 | "Die One Day"                    | Baby Grand                 |                             | 3:14   |
| 14 | "South Side Story"               | Diaz Brothers              |                             | 4:10   |
| 15 | "Just Another Day" (Bonus Track) | Tone Capone                |                             | 3:29   |
| 16 | "Take A Good Look" (Bonus Track) | Dr. Dre                    |                             | 2:53   |